# Marziale di Limoges
Marziale di Limoges (Limoges, III secolo – ...) fu un vescovo missionario del III secolo, inviato da Roma a evangelizzare i Galli; è venerato come santo e confessore dalla Chiesa cattolica.
Egli fa parte dei grandi santi di Gallia con san Dionigi, san Privato, san Saturnino, san Martino di Tours, san Ferreolo di Vienne e san Giuliano.

## Biografia
Secondo alcune fonti sarebbe vissuto nel I secolo d.C., ma è più probabile, in base agli scavi archeologici effettuati nella chiesa di Limoges, che sia vissuto nel terzo secolo dopo Cristo. Le notizie ci vengono da Gregorio di Tours. La leggenda più prestigiosa narra che faceva parte del gruppo che seguiva gli apostoli e che seguì Pietro a Roma. Qui fu inviato da San Pietro a evangelizzare l'Aquitania. Accompagnato da due altri sacerdoti, si insediò a Limoges, città della quale è patrono. Fu padre spirituale di santa Valeria. 
Nelle leggende riportate dallo pseudo-Aureliano, cioè il vescovo Aureliano, suo successore, nella Vita sancti Martialis, si narra dei suoi molti e stravaganti miracoli. Secondo tale racconto Marziale era figlio di Elisabetta e di Marcello, appartenenti alla tribù di Beniamino in Galilea. A quindici anni sarebbe stato battezzato direttamente da Pietro, di cui era parente, e sarebbe stato uno dei 72 discepoli di Cristo; assistette alla resurrezione di Lazzaro e all'ultima cena. Avrebbe seguito Pietro a Gerusalemme, ad Antiochia, ed a Roma dove avrebbe vissuto nelle catacombe assieme a Paolo, Luca e Giovanni. Pietro, per ispirazione divina,  lo avrebbe poi inviato in Gallia, in Aquitania, a Limoges, per evangelizzare quelle terre. Durante il viaggio che compiva assieme ad Amatore, Alpiniano e Austricliniano, si fermò a Gracciano d'Elsa, nei pressi di Colle di Val d'Elsa dove convertì gli abitanti. Il passaggio a Gracciano d’Elsa influenzò profondamente la religiosità locale, tanto che, a memoria della loro conversione, gli abitanti cambiarono il nome del borgo in San Marziale, dedicando al santo una chiesa che fu eretta sopra il sepolcro di Austricliniano. Qui però il discepolo Austricliniano morì e Marziale tornò a Roma da Pietro per dargli la notizia. Pietro consegnò quindi a Marziale il proprio pastorale che avrebbe dovuto adagiare sul corpo del defunto affinché si svegliasse. Marziale obbedì al Papa e tornato a Gracciano, sollevò la pietra tombale e depose il pastorale sul corpo di Austricliniano che si risvegliò. Con i suoi compagni riprese quindi il viaggio compiendo la missione affidatagli da Pietro. In Francia dopo aver compiuto molti miracoli San Marziale giunse a Limoges, retta dal duca Stefano, dove fondò una chiesa. Qui converte Susanna e la figlia Valeria, che fa voto di non sposarsi e rimanere vergine e per questo viene martirizzata, col taglio della testa. La martire Valeria appare con in mano la sua testa a Marziale, che perdona gli uccisori. Il duca Stefano si reca quindi a Roma con la sua armata, in veste di penitenti per ottenere il perdono da San Pietro. San Marziale farà resuscitare il giovane Ildeberto, annegato durante il viaggio. In seguito il duca Stefano fa distruggere gli idoli e Marziale compie nuovi miracoli a Bordeaux.  Quarant'anni dopo la morte di Cristo, Marziale ha compiuto la sua missione,  fondando diverse chiese in Francia. Ormai anziano riceve la visione del martirio di Pietro e Paolo, dopo di che muore in preghiera e viene sepolto a Limoges. Dopo la sua morte si verificano altri miracoli di guarigione sulla sua tomba.
Nel 1344, nel Palazzo dei Papi di Avignone il papa Clemente VI fece costruire una cappella dedicata a San Marziale. affrescata da Matteo Giovannetti.
San Marziale è il Patrono di Limoges, dove sorgeva un famosa abbazia a lui dedicata e di Colle di Val d’Elsa, che gli dedica i festeggiamenti che iniziano nella seconda metà di giugno e comprendono la benedizione del fiume Elsa e la processione del 30 giugno.
Pio IX nel maggio del 1854 sfatò ogni leggenda a suo riguardo, riconoscendolo come evangelizzatore dell'Aquitania.

## Culto
La Chiesa cattolica lo ricorda il 30 giugno.
San Marziale è raffigurato in veste di vescovo con in mano il pastorale. È venerato in Francia e in Italia, a Colle di Val d'Elsa, dove avrebbe compiuto il primo miracolo (la resurrezione del compagno di viaggio Austricliniano) e la prima evangelizzazione, e dove si svolge la festa patronale il 1º luglio.